# Handball-Bayernliga 1991/92
Die Handball-Bayernliga 1991/92 wurde unter dem Dach des „Bayerischen Handballverbandes“ (BHV) organisiert und ist die höchste Spielklasse des Landesverbandes Bayern. Die Bayernliga ist nach der Handball-Bundesliga, der 2. Bundesliga und der Handball-Regionalliga eine der vierthöchsten Spielklassen im deutschen Handball.

## Saisonverlauf
Die Handball-Bayernliga 1991/92 war die vierunddreißigste Ausspielung der Handball-Bayernligasaison. Bayerischer Meister sowie Aufsteiger in die Regionalliga Süd war der TSV Milbertshofen II. Vizemeister ohne Aufstiegsrecht wurde der TG 1848 Kitzingen.

### Modus
Zwölf Mannschaften spielten eine Hin- und Rückrunde um die „Bayerische Meisterschaft“ und den Aufstieg in die Regionalliga Süd. Die Plätze elf bis zwölf waren Absteiger in die beiden Staffeln der Landesliga. Der Modus war für Männer und Frauen gleich.

## Teilnehmer und Platzierungen
Nicht mehr dabei waren die Auf- und Absteiger aus der Vorsaison. Neu dabei waren die Aufsteiger (N) aus den Landesligen. Im Verlaufe der Saison traten zwölf Mannschaften in der Bayernliga an.

Bereich des „Bayer. Handballverbandes“ (BHV)

### Abschlusstabelle
|     | Mannschaft                       | Spiele | Punkte |
| --- | -------------------------------- | ------ | ------ |
| 1.  | TSV Milbertshofen II (N)         | 22     | 39:5   |
| 2.  | TG 1848 Kitzingen                | 22     | 31:13  |
| 3.  | TSV 1846 Lohr (N)                | 22     | 28:16  |
| 4.  | TV Eggenfelden                   | 22     | 27:17  |
| 5.  | SC Freising                      | 22     | 26:18  |
| 6.  | Bayreuther TS 1861               | 22     | 22:22  |
| 7.  | BSV 1898 Bayreuth                | 22     | 21:23  |
| 8.  | TB 03 Roding                     | 22     | 20:24  |
| 9.  | CSG Erlangen II (N)              | 22     | 16:28  |
| 10. | SG DJK/FCA Augsburg-Hochzoll (N) | 22     | 14:30  |
| 11. | TSV 1861 Zirndorf                | 22     | 10:34  |
| 12. | 1. FC Nürnberg                   | 22     | 10:34  |

(N) = neu in der Liga

 Bayerischer Meister und Aufsteiger zur Regionalliga Süd 1992/93

 Für die Bayernliga  1992/93 qualifiziert

### Frauen
- Der TSV Pyrbaum wurde Bayerischer Meister und hat sich für die Regionalliga Süd der Frauen qualifiziert.